# Герцогенаурах
Герцогенаурах (нім. Herzogenaurach) — місто в Німеччині, розташоване в землі Баварія. Підпорядковується адміністративному округу Середня Франконія. Входить до складу району Ерланген-Гехштадт.
Площа — 47,60 км2.  Офіційний код — 09 5 72 132. Місто підрозділяється на 12 міських районів.

## Демографія
Населення становить 23 616 ос. (станом на 31 грудня 2020).
| Дата       | Кільк. мешканців |
| ---------- | ---------------- |
| 31.12.1939 | 4 940            |
| 31.12.1964 | 11 117           |
| 31.12.1972 | 13 939           |
| 31.12.1996 | 22 745           |
| 31.12.1999 | 23 125           |
| 31.12.2002 | 23 141           |
| 31.12.2003 | 23 224           |
| 31.12.2005 | 22 805           |

## Економіка

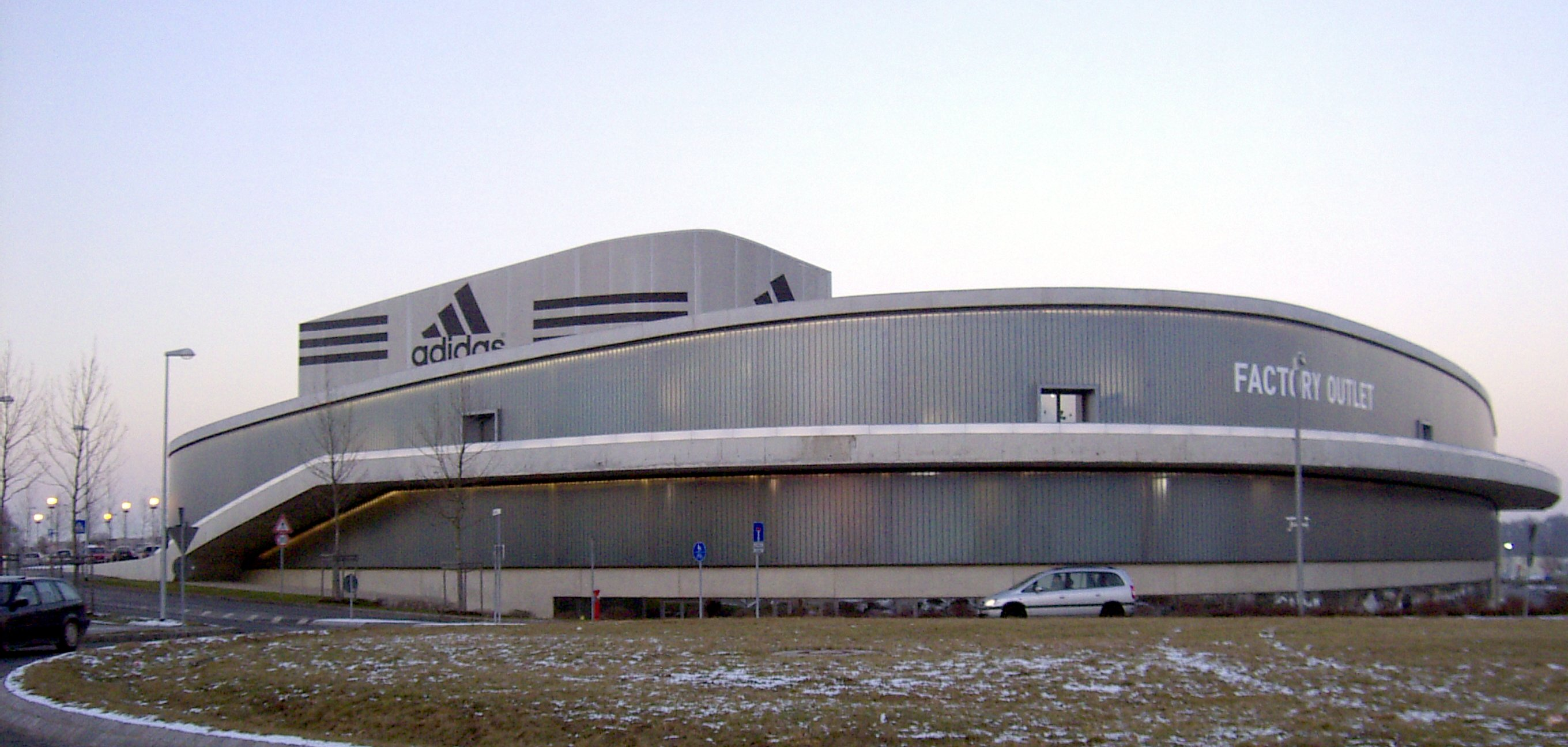
Будівля «Adidas» у Герцогенаурасі

- У Герцогенаурасі розташовані штаб-квартири компаній «Adidas» і «Puma».

## Галерея

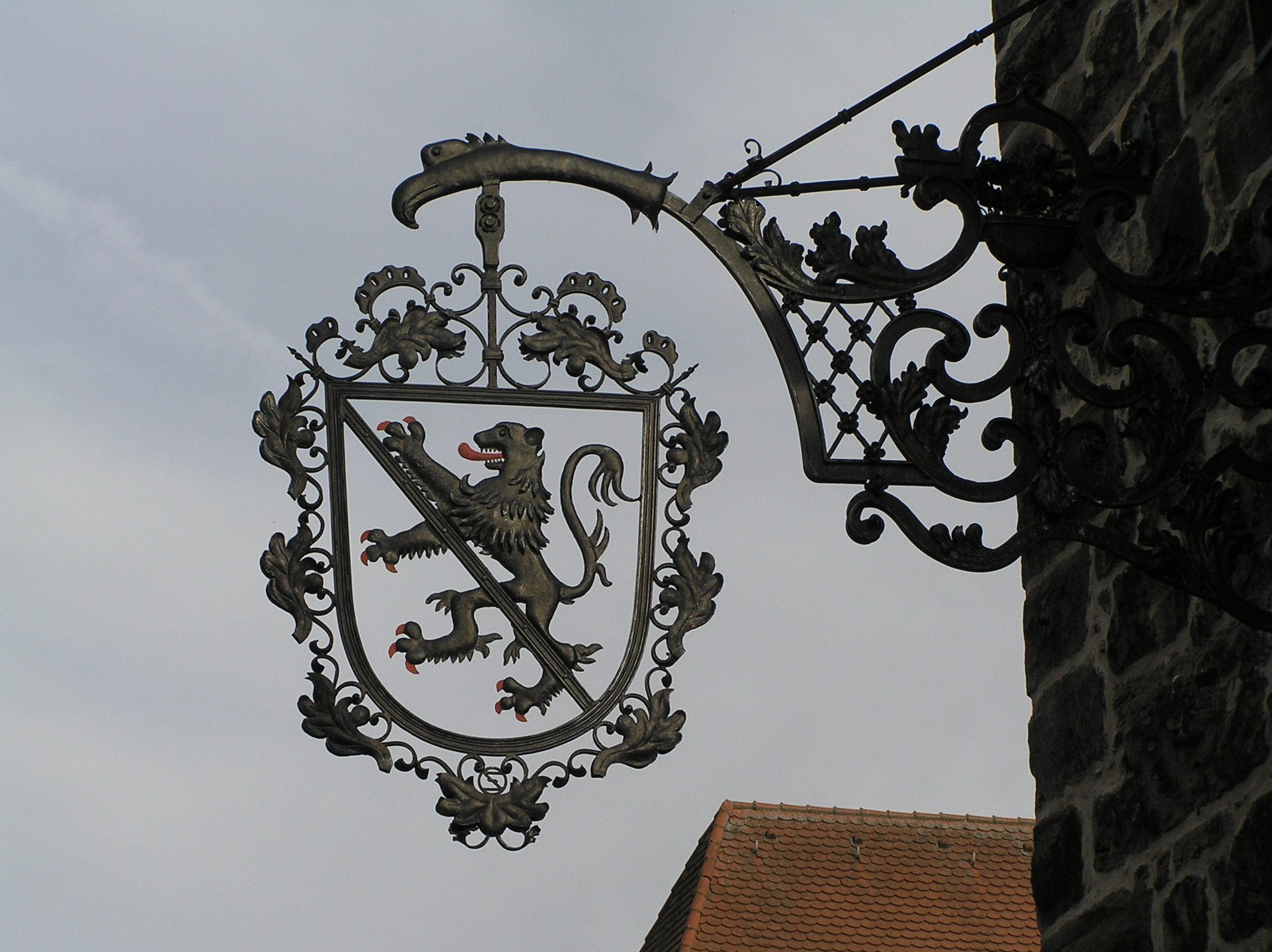
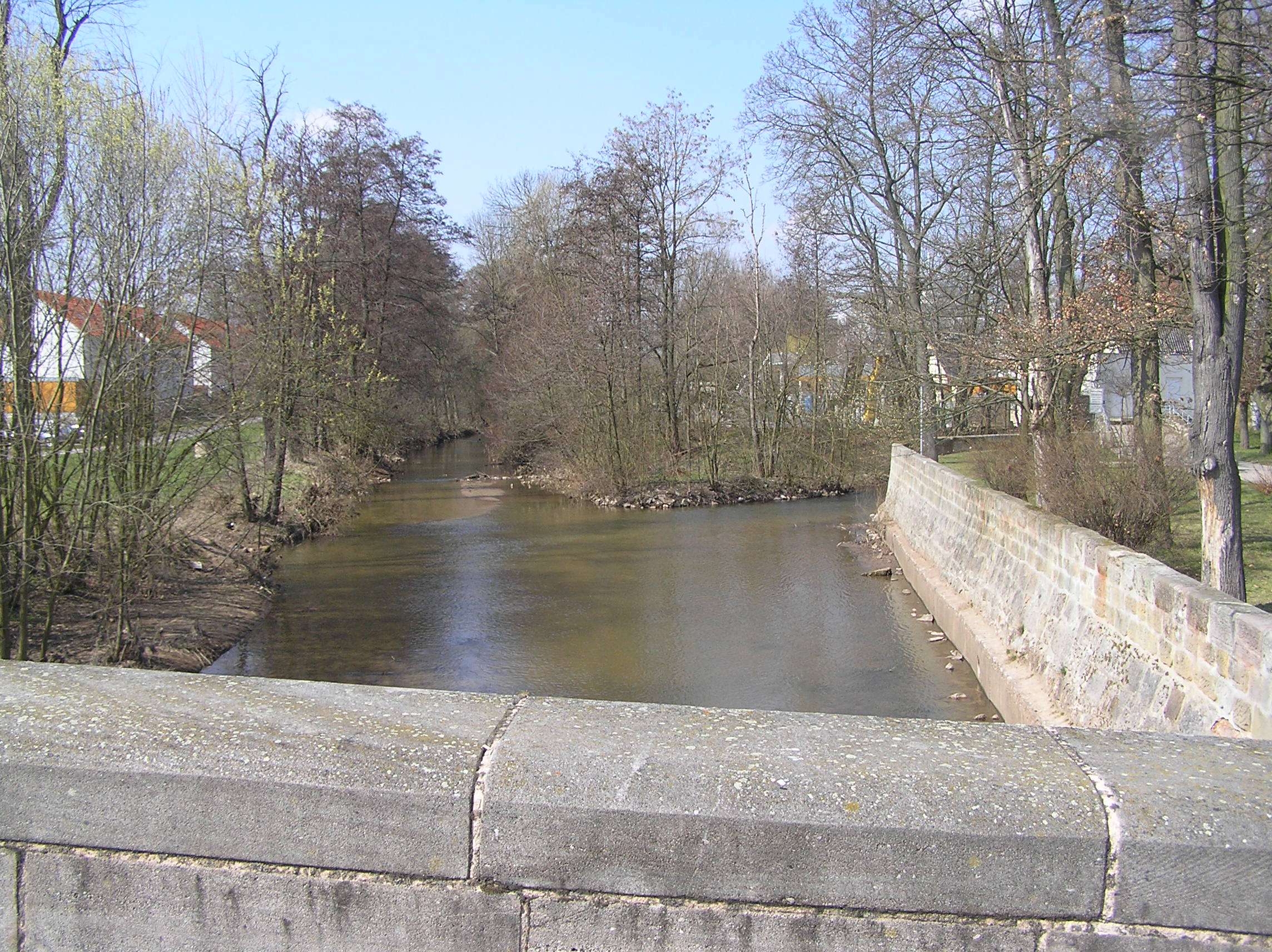
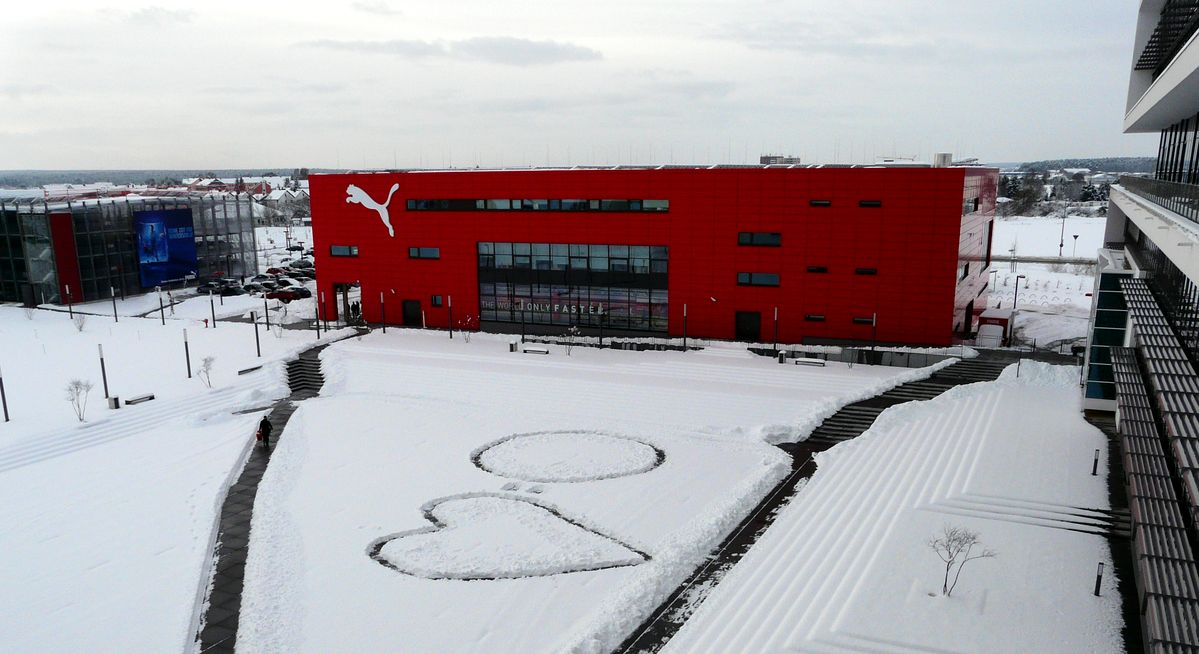
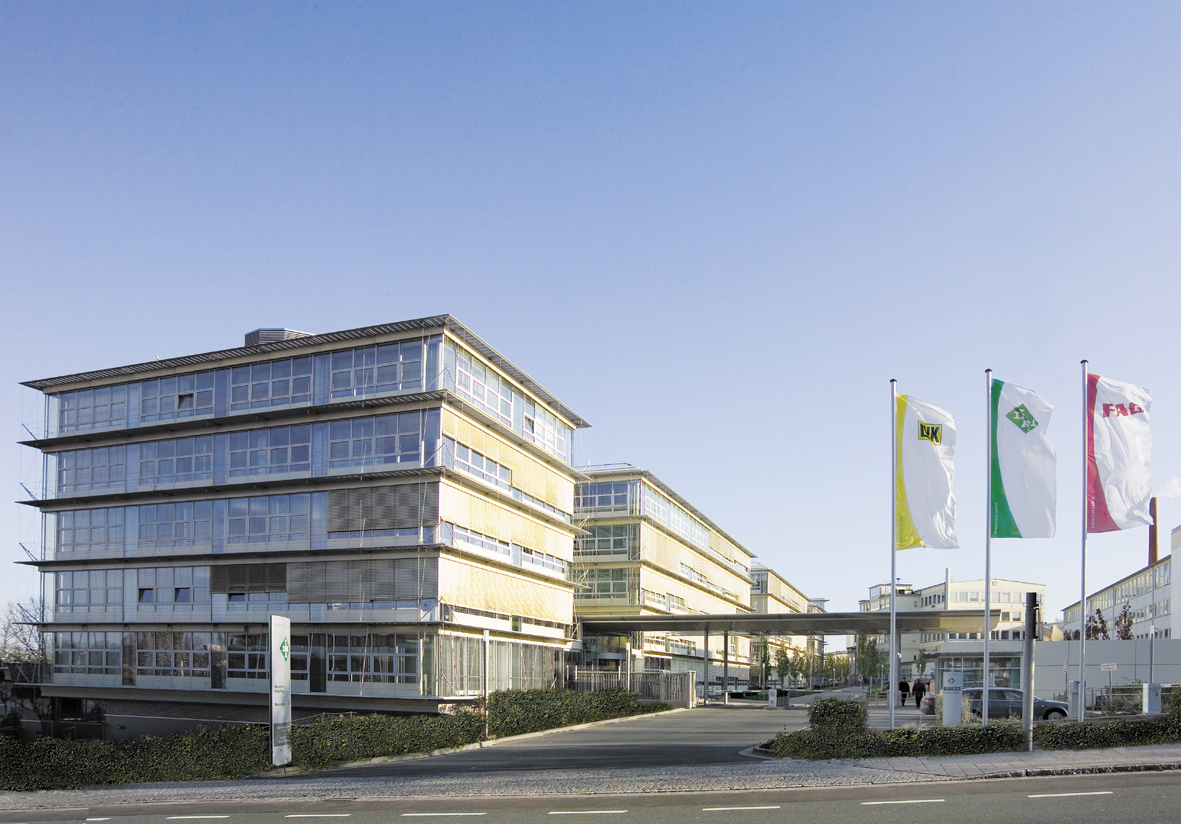
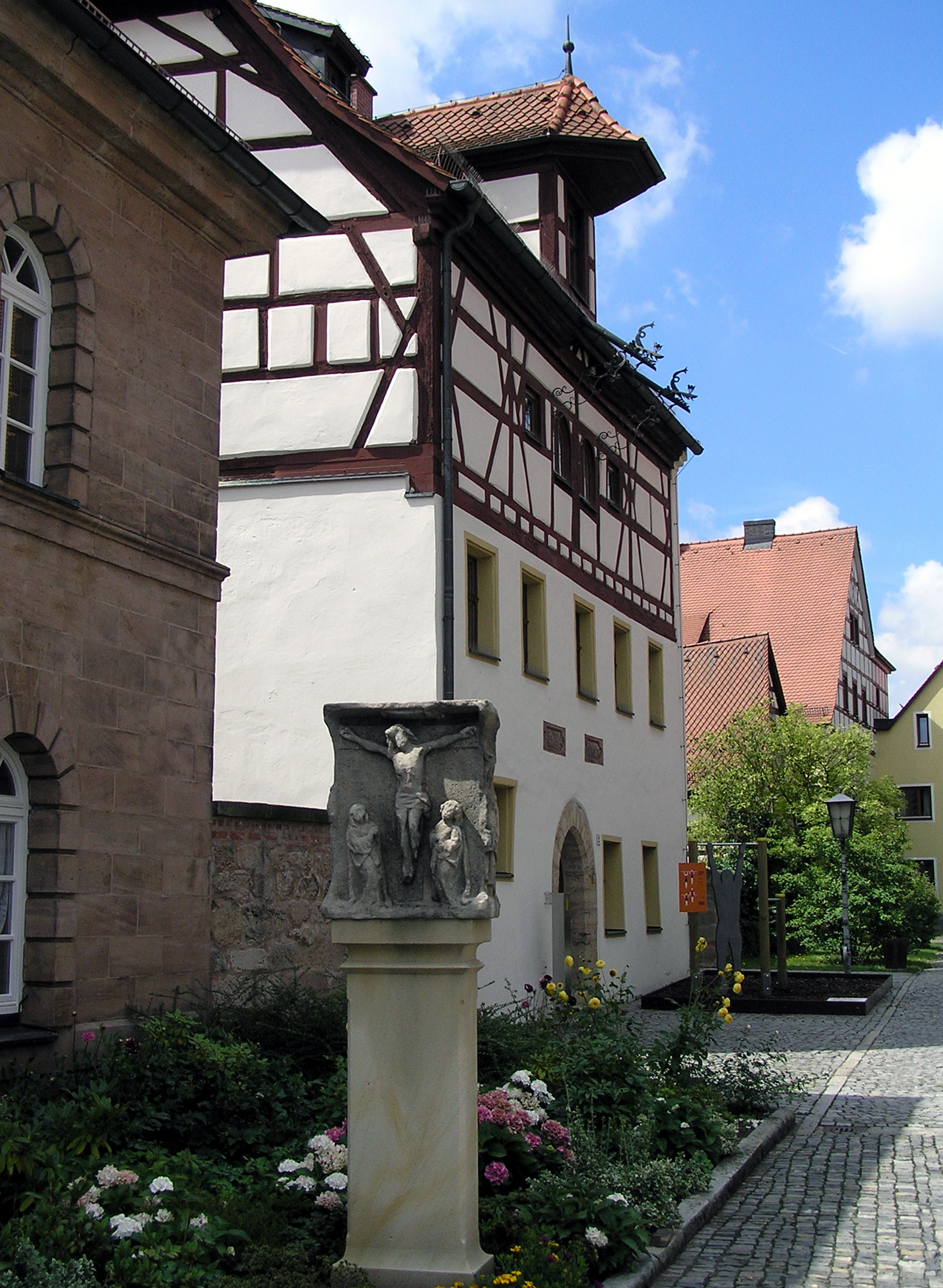

## Відомі люди
- Фейт Людвіг Зекендорф
- Адольф Дасслер
- Рудольф Дасслер
- Хорст Дасслер
- Лотар Маттеус

## Міста-побратими
- Кертнен
- Сайнт-Люс-Сур-Лоір
- Кая
- Нова Градіска